# Spilosmylus nipponensis
Spilosmylus nipponensis är en insektsart som först beskrevs av Okamoto 1914.  Spilosmylus nipponensis ingår i släktet Spilosmylus och familjen vattenrovsländor. Inga underarter finns listade i Catalogue of Life.